# Mohammed V. (Marokko)

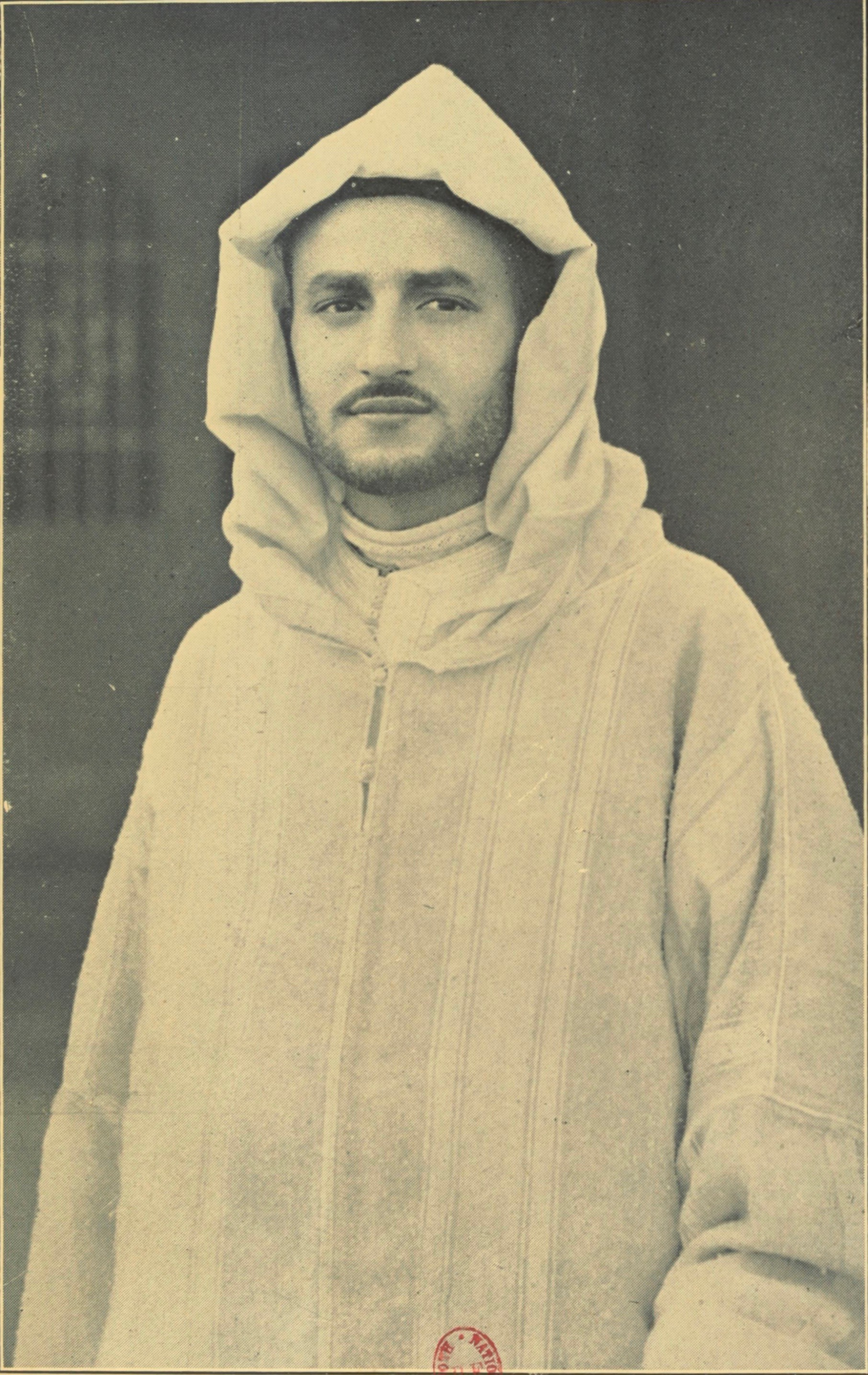
Mohammed V. als junger Sultan (1934)

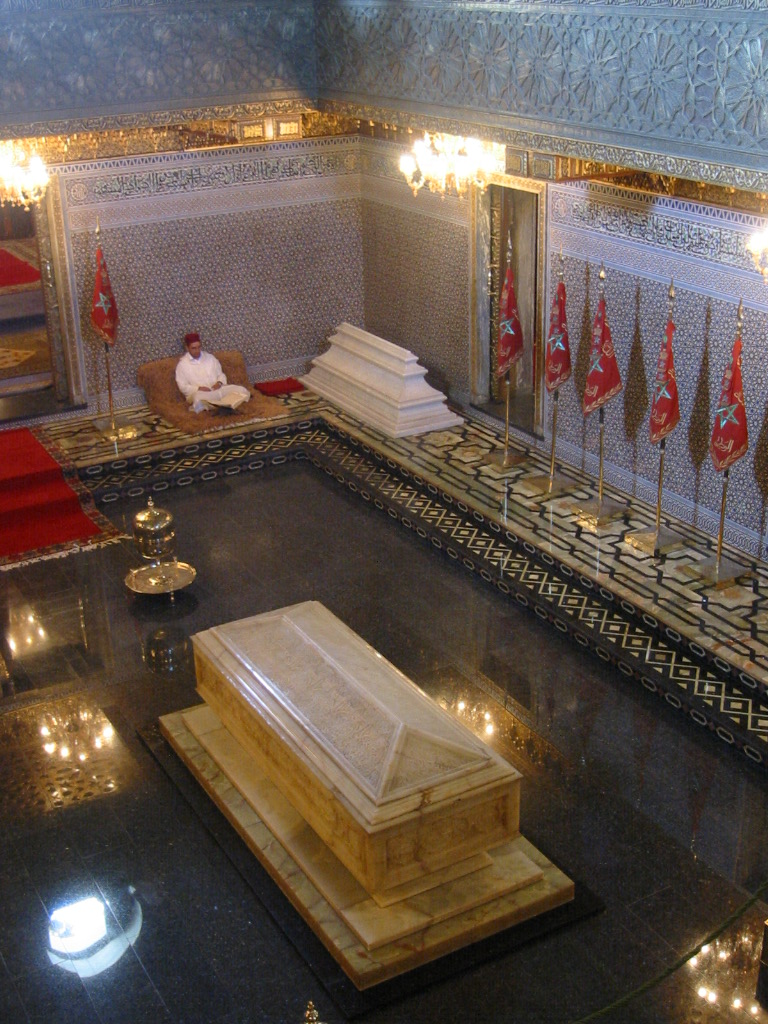
Kenotaph Mohammeds V. (Mitte) in seinem Mausoleum in Rabat, Marokko

Mohammad al-Khamis Ben Youssef Ben Mohammed al-Alaoui oder nur Mohammed V. (arabisch محمد الخامس بن يوسف بن الحسن بن محمد بن عبد الرحمٰن بن هشام بن محمد بن عبد الله بن إسماعيل بن إسماعيل بن الشريف بن علي العلوي, DMG Muḥammad al-ḫāmis b. Yūsuf b. al-Ḥasan b. Muḥammad b. ʿAbd ar-Raḥmān b. Hišām b. Muḥammad b. ʿAbd Allāh b. Ismāʿīl b. Ismāʿīl b. aš-Šarīf b. ʿAlī al-ʿAlawiyy; * 10. August 1909 in Fès; † 26. Februar 1961 in Rabat) war ab 1927 Sultan und ab 1957 König von Marokko.

## Leben
Mohammed V. wurde 1909 in Fès geboren. Nachdem er seinem Vater Mulai Yusuf (reg. 1913–1927) am 18. November 1927 auf den Alawiden-Thron gefolgt war, sympathisierte er mit der Nationalbewegung, die die Unabhängigkeit Marokkos von Frankreich forderte. Am 11. April 1947 unterstützte Mohammed V. öffentlich bei einer Rede in Tanger die Forderungen der Nationalisten, indem er eine Einigung Marokkos unter ihm forderte, ohne dabei die Kolonialmächte zu erwähnen. Nachdem Verhandlungen Frankreichs mit Mohammed V. gescheitert waren und auch der Druck oppositioneller Berberstämme unter dem profranzösischen Pascha von Marrakesch, Tihami al-Glawi, erfolglos war, wurde Mohammed V. am 20. August 1953 abgesetzt. Sein Exil verbrachte er zunächst auf Korsika, dann in Madagaskar.
An seiner Stelle setzten die Franzosen seinen Onkel, Mohammed Ibn Arafa (reg. 1953–1955), als Marionettenherrscher ein. Wegen zunehmender Proteste und Unruhen in der Bevölkerung wurde Mohammed V. aus seiner Verbannung zurückgeholt und am 16. November 1955 erneut inthronisiert.
Am 2. März 1956 musste Frankreich die Unabhängigkeit Marokkos anerkennen. Auch Spanien räumte bald darauf das besetzte Nordmarokko.
Mohammed V. wurde am 14. August 1957 zum König proklamiert. Er ernannte im Dezember 1958 Abdallah Ibrahim zum Premierminister und Außenminister, entließ ihn aber am 20. Mai 1960 und übernahm bis zu seinem Tod am 26. Februar 1961 auch das Amt des Premierministers.  Nachfolger wurde sein Sohn Hassan II. (reg. 1961–1999).

## Ehrungen
Zahlreiche Boulevards und Plätze Marokkos, aber auch Moscheen, Theater, Stauseen sowie der Flughafen von Casablanca etc. sind nach dem „Vater der Unabhängigkeit“ benannt.

## Familie
Hauptfrau Mohammeds V. war Lalla Abla bint Tahar (* 5. September 1909; † 1. März 1992), die er am 27. Oktober 1926 heiratete und mit der er fünf seiner Kinder hatte. Seine zwei weiteren Frauen waren Lalla Hanila bint Mamoun und Lalla Bahia bint Antar.
Seine Söhne und Töchter waren:
- Hassan II., (1929–1999)
- Lalla Fatima Zohra (1929–2014)
- Lalla Aicha (1930–2011)
- Moulay Abdallah (1935–1983)
- Lalla Malika (1933–2021)
- Lalla Nuzha (1940–1977)
- Lalla Amina (1954–2012)